# Władysław Owsiński

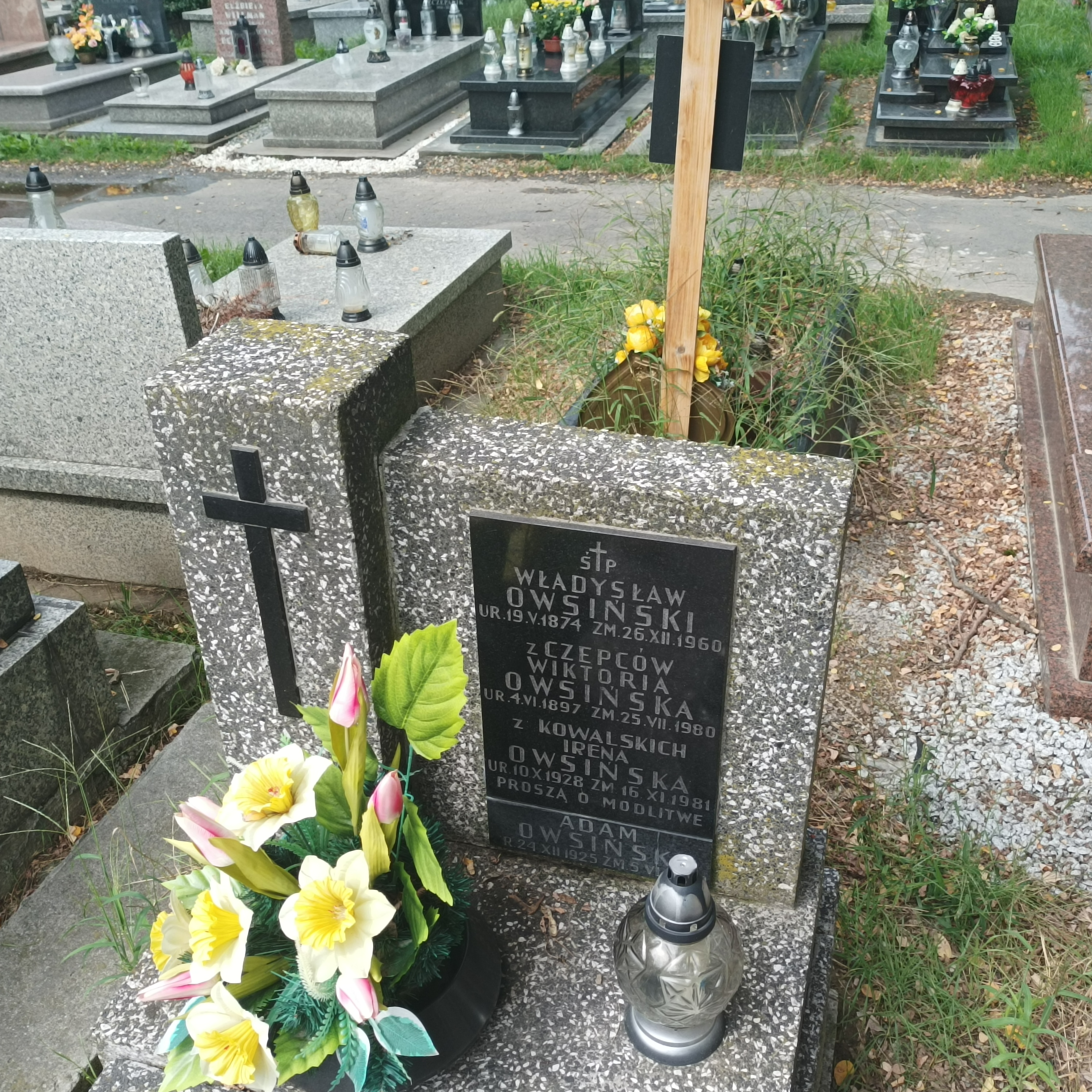
Grób Władysława Owsińskiego na cmentarzu wojskowym przy ul. Prandoty w Krakowie

Władysław Owsiński (ur. 16 maja 1874 w Krakowie, zm. 26 grudnia 1960 tamże) – polski artysta ludowy, twórca szopek krakowskich, mistrz murarski.

## Życiorys
Był synem Wojciecha i Anny z Zawrzykrajów. Szopki wykonywał od 14. roku życia i chodził z nimi „po kolędzie”; do końca życia wykonał łącznie ponad tysiąc szopek. W młodości był liderem zespołu kolędników rywalizującego z innym zespołem, prowadzonym przez Michała Ezenekiera; sam Owsiński utrzymywał, że jego dziełem była szopka, odkupiona przez Ezenekiera i znana później pod nazwą „szopki ezenekierowskiej”.
Od 1937 Władysław Owsiński regularnie brał udział w konkursach na najpiękniejszą szopkę krakowską. Dwukrotnie otrzymał III nagrodę (1947, 1957) i IV nagrodę (1956, 1957), a także siedem wyróżnień. Ostatnią szopkę na konkurs wykonał krótko przed śmiercią, będąc już obłożnie chory. 
Został wyróżniony m.in. Złotą Odznaką „Za pracę społeczną dla miasta Krakowa” (1959). Z małżeństwa z Wiktorią z Czepców (z Bronowic) miał pięcioro dzieci (synów Włodzimierza, Adama i Antoniego oraz córki Janinę, zamężną Mularz i Franciszkę, zamężną Matla). Prace Władysława Owsińskiego znajdują się w zbiorach Muzeum Historycznego miasta Krakowa.
Pochowany na cmentarzu wojskowym przy ul. Prandoty w Krakowie (kw. LXXXIX-2-12).